# Keep Your Head Down
Keep Your Head Down là album thứ năm của nhóm nhạc Hàn Quốc TVXQ, phát hành vào ngày 05 tháng 1 năm 2011 bởi SM Entertainment. Đây là album đầu tiên của TVXQ kể từ sự ra đi của cựu thành viên Hero Jaejoong, Micky Yoochun, và Xiah Junsu vào đầu năm 2010. Quá trình thu âm và sản xuất cho album bắt đầu vào khoảng mùa hè năm 2010, nhưng sản xuất đầy đủ đã không bắt đầu cho đến tháng 8 năm 2010, sau khi U-Know Yunho và Max Changmin có màn ra mắt đầu tiên của họ như một
bộ đôi ở SM Town Live '10 World Tour trong buổi hòa nhạc Seoul, Hàn Quốc.
Đưa vào một dòng mới của nhà sản xuất, bao gồm cả E-Tribe và Outsidaz, Keep Your Head Down chủ yếu bao gồm các ca khúc dance-pop với sự sắp xếp đô thị và điện tử. Album đã được mô tả bởi các nhà phê bình như khốc liệt, tối, và mạnh mẽ do ảnh hưởng SMP của nó,  một loại thử nghiệm được xác định bằng cách trộn các phong cách của dàn nhạc pop, nhạc rock, hip hop, và R & B đương đại. Phát hành trong hai phiên bản khác nhau, album sinh ra hai đĩa đơn quảng cáo với một ca khúc chủ đề duy nhất, " Keep Your Head Down ". Ca từ, album khám phá các chủ đề đen tối của các mối quan hệ, sự phản bội và tự trao quyền.
Ở Hàn Quốc, album đứng vị trí số một trên Gaon Album Chart trong tuần của ngày 08 Tháng 1 2011, và duy trì vị trí số một của mình cho một tuần lễ thứ hai. Đến cuối tháng, Gaon báo cáo rằng 230.227 bản đã được tẩu tán. Đến cuối năm, 263.412 bản của album đã được bán tại Hàn Quốc,  trở thành album bán chạy nhất thứ ba của năm 2011.
Before U Go, repackage của Keep Your Head Down, được phát hành vào ngày 16 tháng 3 năm 2011. Album đã được mở rộng tới mười bốn bài hát, và đĩa đơn của nó "Before U Go" đạt được thành công vừa phải trên Gaon Singles Chart.

## Quá trình
Vào tháng 7 năm 2009, Hero Jaejoong, Micky Yoochun, và Xiah Junsu đã đệ đơn kiện chống lại công ty của họ SM Entertainment, tuyên bố rằng hợp đồng 13 năm của họ là quá dài và họ không nhận được lợi nhuận công bằng. Trong tháng 10 năm 2009, khu trung tâm Seoul Tòa án cấp ba thành viên một lệnh hợp đồng tạm thời, nhưng bộ ba đã thực hiện với SM Entertainment nếu họ muốn tiếp tục các hoạt động của họ như là thành viên của TVXQ tại Hàn Quốc.  Mặc dù lệnh cấm, bộ ba tiếp tục hoạt động của mình với TVXQ tại Nhật Bản dưới của họ nhãn hiệu Nhật Bản Rhythm Zone. Vào tháng 4 năm 2010, Rhythm Zone thông báo việc đình chỉ của TVXQ để ký Jaejoong, Yoochun, và Junsu là ban nhạc JYJ. Việc đình chỉ đẩy còn lại các thành viên của TVXQ U-Know Yunho và Max Changmin để một thời gian gián đoạn vô thời hạn.
Trong tháng 8 năm 2010, Yunho và Changmin biểu diễn với tư cách là thành viên TVXQ trong Seoul SMTown Live '10 World Tour, được mô tả là một "thử nghiệm" giai đoạn cho bộ đôi này. Thu phản ứng mạnh mẽ và hỗ trợ từ phía khán giả, Yunho và Changmin quyết định tiếp tục hoạt động của DBSK mà không có 3 thành viên còn lại. Có một nỗ lực để thêm thành viên mới vào nhóm, nhưng người cố vấn của họ Lee Soo-man cho rằng họ nên tiếp tục như là một bộ đôi.
Bộ đôi này đã bắt đầu làm việc cho album trở lại của họ ngay sau khi buổi hòa nhạc ở Seoul. " Keep Your Head của bạn Down ", một bài hát SMP Yunho đã biểu diễn tại buổi hòa nhạc, được chọn là single chủ đạo của album. Bài hát được sản xuất bởi Yoo Young-jin, người cũng sản xuất của album ca khúc "Maximum" một ca khúc dance-pop đầu tiên được ghi nhận bởi tất cả năm thành viên của TVXQ trong năm 2009. Đưa vào một dòng mới của nhà sản xuất như E-Tribe và Outsidaz, ghi âm chính cho Keep Your Head Down kéo dài ba tháng.

## Phát hành và quảng bá
Trong tháng 11 năm 2010, SM Entertainment đã thông báo trở lại của TVXQ với Keep Your Head Down vào tháng Giêng 2011.  Ngày 20 tháng 12 năm 2010, hai tuần trước khi phát hành album chính thức, TVXQ phát hành đĩa đơn "Athena", bài hát chủ đề cho bộ phim truyền hình Hàn Quốc Athena: Goddess of War. Hai phiên bản của album sau đó đã được công bố - một phiên bản đặc biệt với một cuốn sách ảnh 100 trang; và một phiên bản bình thường.
Một tuần trước khi phát hành chính thức của album, hai trailer teaser cho MV của single "Keep Your Head Down" bắt đầu phát sóng trên truyền hình và phát thanh truyền hình khác trên toàn Hàn Quốc. "Keep Your Head Down" đã được kỹ thuật số phát hành vào ngày 03 tháng 1 năm 2011, và album đã được thực hiện có sẵn để tải về trên ngày 5 tháng 1 năm 2011, cùng ngày với các truyền thống CD phát hành phiên bản đặc biệt của album. Vào ngày 11, SM Entertainment đã phát hành một iPhone miễn phí của TVXQ bằng ứng dụng để quảng bá album.  Ngày 12 tháng 1 năm 2011, bản sao vật lý của phiên bản bình thường đã được phân phối cho các nhà bán lẻ.. 

## Thành công về thương mại
Keep Your Head Down đã nhận được đánh giá tích cực từ các nhà phê bình âm nhạc và người hâm mộ K-pop, những người đã ca ngợi sản xuất của album "mạnh mẽ" và pha trộn gắn kết của pop và R & B. Lời bài hát của "Keep Your Head Down", mà nói về hồi phục sau một cuộc chia tay mối quan hệ, đã bị phương tiện truyền thông mạnh giám sát sau khi nó được tuyên bố rằng nó đã được viết như một ca khúc nhằm vào  các thành viên cũ của TVXQ là JYJ, người đã rời nhóm vào năm 2010. Một số TVXQ và JYJ fansite cũng rút lui sự ủng hộ cho bài hát. Yunho và Changmin làm rõ rằng lời bài hát đã được hiểu sai, nói: "Nó chỉ là một bài hát về sự tức giận của người đàn ông đối với người phụ nữ đó đã đẩy anh đi. Đó là tất cả".
Album đã thành công về mặt thương mại ở châu Á. Ở Hàn Quốc, nó ngay lập tức bắn lên vị trí số một trên bảng xếp hạng hàng ngày thời gian thực của Hanteo, bán được gần 30.000 bản vật lý trong ngày đầu tiên phát hành. Keep Your Head của bạn Down đứng vị trí số một trên hàng tuần Gaon Chart Album  và duy trì vị trí số một của mình cho một tuần lễ thứ hai. Đến cuối tháng, Gaon báo cáo hơn 230.000 đĩa được tẩu tán. Keep Your Head Down là album thứ ba bán chạy nhất của năm, với 263.412 bản được bán ra tại Hàn Quốc.
Theo United World Chart Truyền thông giao thông, mà biên dịch thông tin từ US World Album,Oricon, và Albums Chart của Anh,Keep Your Head Down đứng vị trí số bốn. Album cũng đứng vị trí số bốn trên cả hai của Đài Loan G-Music và Nhật Bản xếp hạng Oricon.

## Đĩa đơn
"Athena" đã được phát hành trên mạng kĩ thuật số vào ngày 20 tháng 12 năm 2010, và đứng vị trí số 50 trên hàng tuần Gaon Singles Chart. MV của album single "Keep Your Head Down", chính thức công chiếu vào ngày 03 tháng 1 năm 2011. Đĩa đơn đứng vị trí số 5 trên hàng tuần Singles Chart Gaon.  " Journey ", bài hát chủ đề cho bộ phim truyền hình của Changmin Paradise Ranch, được phát hành vào ngày 26 Tháng 1 năm 2011 và chỉ xếp hạng 111 trên Singles Chart Gaon.

## Danh sách bài hát
| Special edition  | Special edition                                                    | Special edition                                    | Special edition                                                               | Special edition |
| STT              | Nhan đề                                                            | Phổ lời                                            | Phổ nhạc                                                                      | Thời lượng      |
| ---------------- | ------------------------------------------------------------------ | -------------------------------------------------- | ----------------------------------------------------------------------------- | --------------- |
| 1.               | "왜 (Keep Your Head Down)" (Why)                                   | Yoo Young-jin                                      | Yoo Young-jin, Yoo Han-jin                                                    | 3:59            |
| 2.               | "믿기 싫은 이야기 (How Can I)" (The Story I Don't Want to Believe) | Park Chang-hyun                                    | Park Chang-hyun                                                               | 3:22            |
| 3.               | "Maximum"                                                          | Yoo Young-jin                                      | Yoo Young-jin                                                                 | 3:40            |
| 4.               | "Crazy" (feat. Jay from Trax)                                      | Kim Tae-sung, Noday                                | Kim Tae-sung, Noday                                                           | 3:18            |
| 5.               | "Honey Funny Bunny" (U-Know Yunho solo)                            | E-Tribe                                            | E-Tribe, Jang Jun-ho, Gong Hyun-sik                                           | 3:19            |
| 6.               | "Rumor"                                                            | Hong Ji-yoo                                        | Outsidaz                                                                      | 3:17            |
| 7.               | "고백 (Confession)" (Max Changmin solo)                            | Shim Chang-min                                     | Mr. Cho, Kim Tae-sung                                                         | 3:56            |
| 8.               | "Our Game"                                                         | JQ                                                 | Simister, William Edward/Hawes, Tim Mondhera, Obi Shimbarashe/Priddle, Stuart | 3:30            |
| 9.               | "She"                                                              | Kenzie, Matthew Tishler, Amy Powers, Liz Rodrigues | Matthew Tishler, Amy Powers, Liz Rodrigues                                    | 3:15            |
| 10.              | "아테나 (Athena)" (Athena OST)                                     | Hwang Hyun                                         | Hwang Hyun                                                                    | 3:35            |
| Tổng thời lượng: | Tổng thời lượng:                                                   | Tổng thời lượng:                                   | Tổng thời lượng:                                                              | 35:11           |

| Normal edition bonus track | Normal edition bonus track                                          | Normal edition bonus track | Normal edition bonus track | Normal edition bonus track |
| STT                        | Nhan đề                                                             | Phổ lời                    | Phổ nhạc                   | Thời lượng                 |
| -------------------------- | ------------------------------------------------------------------- | -------------------------- | -------------------------- | -------------------------- |
| 11.                        | "Journey (Paradise Ranch OST)" (feat. Seohyun of Girls' Generation) | Kim Dal-woo                | Kim Dal-woo                | 4:26                       |

## Release history
| Region                  | Date                | Format             | Version                | Label                         |
| ----------------------- | ------------------- | ------------------ | ---------------------- | ----------------------------- |
| Worldwide / South Korea | 5 tháng 1 năm 2011  | CD Tải kĩ thuật số | Special edition        | SM Entertainment KMP Holdings |
| Worldwide / South Korea | 12 tháng 1 năm 2011 | CD Tải kĩ thuật số | Normal edition         | SM Entertainment KMP Holdings |
| Taiwan                  | 11 tháng 2 năm 2011 | CD                 | Normal edition         | Avex Taiwan                   |
| Taiwan                  | 24 tháng 2 năm 2012 | CD+DVD             | Taiwan special edition | Avex Taiwan                   |
| Hong Kong               | 22 tháng 2 năm 2011 | CD                 | Normal edition         | Avex Asia                     |
| Philippines             | 29 tháng 4 năm 2011 | CD                 | Normal edition         | Universal Records             |